# Tónová volba
Tónová volba nebo také kmitočtová volba je způsob kódování a přenosu telefonního čísla, vhodný pro moderní ústředny a telefonní sítě. Každá číslice se kóduje jako krátké písknutí, v němž se mísí dva tóny, nižší a vyšší. V angličtině se užívá označení DTMF (Dual-tone multi-frequency) nebo také Touch Tone.

## Předchůdce: pulzní volba
Předchůdcem tónové volby byla volba pulzní, založená na periodickém přerušování proudové smyčky (40/60 ms). Jednotlivé číslice jsou kódovány jako počet přerušení smyčky, jen číslice 0 je kódována deseti pulsy. Telefonní přístroje ani ústředny neměly žádnou "inteligenci", takže kódování i dešifrování se muselo dít pouze elektromechanickými prostředky. Kódování zajišťovala rotační číselnice a pulzy přímo ovládaly voliče v ústředně.

## Tónová volba
S rozvojem technologie ústředen byla vyvinuta tónová čili kmitočtová volba, která je rychlejší a umožňuje nejenom volbu, ale i obsluhu systémů (přenos dat) při sestaveném spojení, což pulzní volba neumožňovala (nepřenáší se SS).
Tónová volba pracuje na principu vyhodnocení osmi (akustických) frekvencí, které jsou od sebe dostatečně vzdálené a přitom se telefonními kanály spolehlivě přenášejí. Čtyři z nich patří do nižších a čtyři do vyšších frekvencí. Pro každou číslici zazní současně jeden tón z nižší a jeden tón z vyšší sady frekvencí, což jednoznačně identifikuje jednu z šestnácti možných voleb. Tón trvá 50-100 ms s přestávkou 20-50 ms. Nejčastěji se lze u telefonních přístrojů setkat s klávesnicí, jež neumožňuje volbu všech šestnácti možností - klávesnice neobsahuje tlačítka A, B, C, D.
Rozložení kláves dle CCIT a přiřazené kmitočty:
|        | 1209 Hz | 1336 Hz | 1477 Hz | 1633 Hz |
| 697 Hz | 1       | 2       | 3       | A       |
| 770 Hz | 4       | 5       | 6       | B       |
| 852 Hz | 7       | 8       | 9       | C       |
| 941 Hz | *       | 0       | #       | D       |

Číslice 5 se tedy bude kódovat jako kombinace tónů 770 a 1336 Hz. Maximální přípustná odchylka frekvence činí 1,5%, rozdíl v intenzitě dvou společně znějících frekvencí (twist) nesmí překročit 4/8 dB. Prodleva mezi dvěma číslicemi musí být delší než 10 ms.

## Ostatní tóny v telefonu
- napojovací tón – cyklus (330 ms 425 Hz, 330 ms ticho, 330 ms 425 Hz, 1,5 s ticho)
- obsazovací tón – cyklus (330 ms 425 Hz, 330 ms ticho)
- odkazovací tón – cyklus (330 ms 950 Hz, 30 ms ticho, 330 ms 1400 Hz, 30 ms ticho, 330 ms 1800 Hz, 1 s ticho)
- oznamovací tón – cyklus (330 ms 425 Hz, 330 ms ticho, 660 ms 425 Hz, 660 ms ticho)
- vyzváněcí tón – cyklus (1 s 425 Hz, 4 s ticho)